# حجرة خضراء

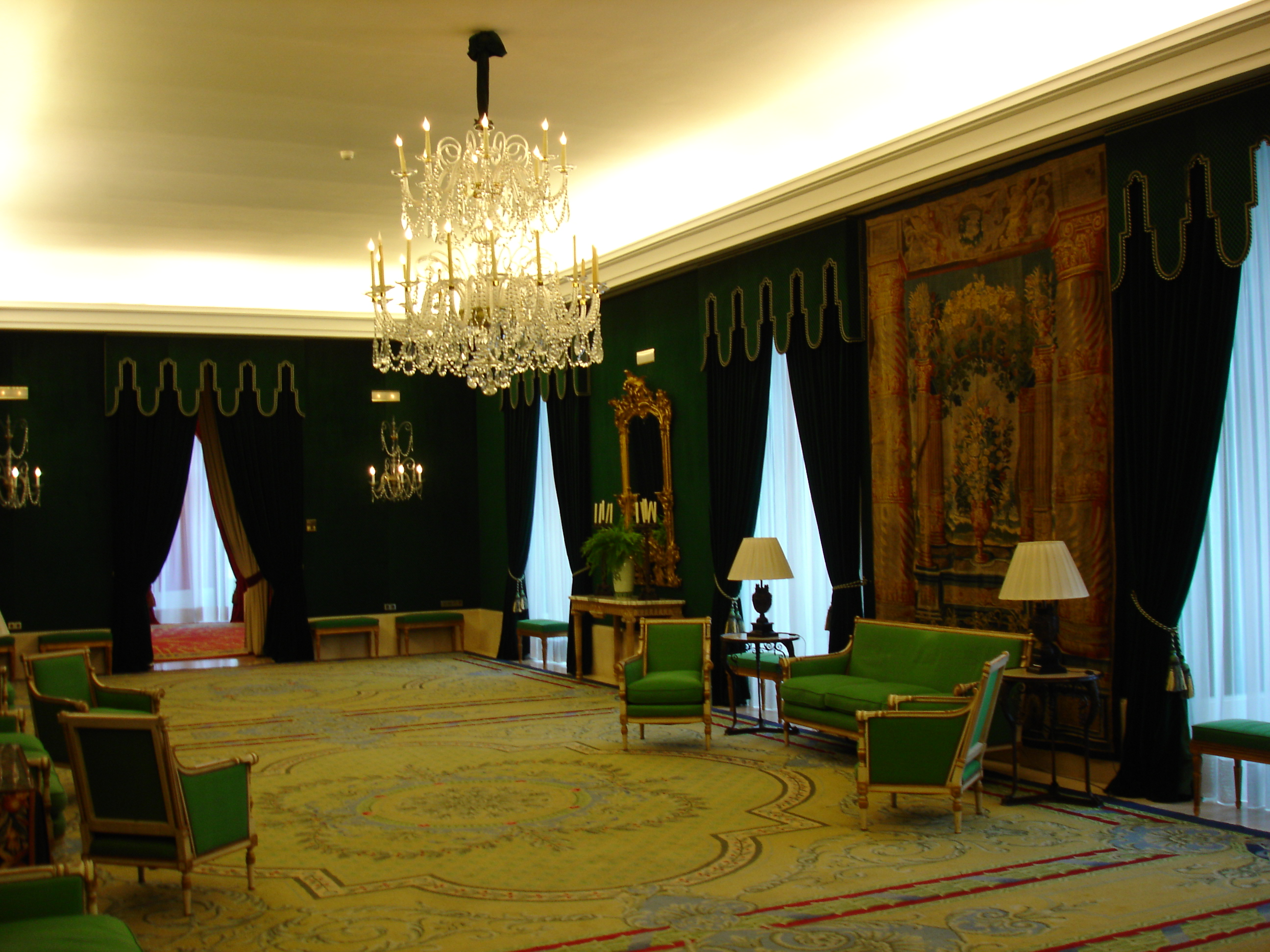
حجرة خضراء

الحُجرة الخضراء في الأعمال الاستعراضية هي المساحة الموجودة في المسرح أو أي مكان مشابه تعمل عمل غرفة أو صالة انتظار للفنانين التعبيرين قبل وأثناء وبعد الأداء أو العرض عندما لا يشاركون على خشبة المسرح. تحتوي الغرف الخضراء عادةً على أماكن جلوس لفناني الأداء، مثل الكراسي والأرائك المنجدة. طُليت هذا الحجرات باللون الأخضر سابقًا ولذلك اكتسبت هذا الاسم. لا تحتاج الحُجَر الخضراء الحديثة بالضرورة إلى الالتزام بنظام الألوان الأخضر على وجه التحديد مع بقائه الاسم.